# 辻元清美
辻󠄀元 清美（つじもと きよみ、1960年〈昭和35年〉4月28日 - ）は、日本の政治家。立憲民主党所属の参議院議員（1期）。同党代表代行兼つながる本部長代理兼ジェンダー平等推進本部長兼広報本部長。
内閣総理大臣補佐官（災害ボランティア活動担当）（菅直人第2次改造内閣）、国土交通副大臣（鳩山由紀夫内閣）、衆議院議員（7期）、立憲民主党副代表、同幹事長代行、旧立憲民主党政務調査会長（初代）、同副代表兼国会対策委員長（初代）、民進党幹事長代行（初代）、社会民主党国会対策委員長（第8代）、同政策審議会長（第5代）などを歴任。ピースボート設立者のひとり。

## 来歴

### 生い立ち
奈良県吉野郡大淀町に生まれ、大阪府高槻市で育つ。名古屋大学教育学部附属高校卒業。高校3年生のとき、代々木ゼミナール名古屋校で英語の講師をしていた小田実の講演を聞く。講演後、喫茶店で小田と話し込み、意気投合したことが市民活動に関わるきっかけとして大きかったと辻󠄀元は述べている。卒業後、デパートで2年間販売員として働いた。
1981年4月、早稲田大学教育学部に入学。1980年代初め、小田の市民運動を手伝うようになる。代々木公園でビラまきをしているとき、反核運動の集会で同じくビラまきをしていた土井たか子に強烈な印象を受ける。この日、土井と秘書の五島昌子と昼食をともにした。
1983年、その前年に起きた歴史教科書問題に触発され、大学の仲間4人で、アジア諸国と日本の交流の活性化を目的としたNGO「ピースボート」を設立した。1987年、早稲田大学卒業。
1992年6月、リオ・デ・ジャネイロで開かれた地球サミットにNGOの一員として参加。その後も市民運動に関わり、1993年にはエイボン女性大賞教育賞を受賞。

### 政界入り
1996年9月27日、衆議院解散。翌9月28日、社会民主党の党首に土井たか子が復帰。10月4日、同党は「土井たか子を支える会」からメンバー3人を擁立することを決定。記者会見で、辻󠄀元、市民団体「宝塚学校給食を考える会」代表の中川智子は比例近畿ブロックから、ジャーナリストの保坂展人は比例東京ブロックから出馬することが発表された。それから4日後の10月8日、第41回衆議院議員総選挙が公示。党は辻󠄀元を比例の1位、中川を2位に登載した。保坂は東京22区に転じた。10月20日、投開票。社民党は近畿ブロックで2議席獲得。辻󠄀元と中川は初当選。保坂は小選挙区で敗れるも、比例復活で初当選した。
1998年1月に党幹事長代理に就任。枝野幸男らと推し進めた特定非営利活動促進法（NPO法）が同年3月に成立。9月、党広報委員長就任。
そのほか、被災者生活再建支援法、情報公開法、児童買春・児童ポルノ禁止法などの制定に取り組んだ。COP3「地球温暖化防止」プロジェクトチーム、男女共同参画社会基本法、環境アセスメント法審議に関わる。
当時、社民党は自社さ連立政権の一翼をになう与党であったが、社民党・新党さきがけ2党は総選挙直前に大量の離党者を出し（その多くが旧民主党結党に参加）、第41回衆議院議員総選挙で惨敗を喫した。第41回衆議院議員総選挙を経て発足した第2次橋本内閣では社民・さきがけは閣僚を出さず、閣外協力に転じ、後に正式に連立政権を離脱する。なお、辻󠄀元は一般に「自社さ」と呼ばれた連立の枠組みを「社自さ」と呼んでいた。
2000年6月の第42回衆議院議員総選挙では大阪10区から社民党公認で出馬し、公明党公認・自民党推薦の石垣一夫、民主党の肥田美代子らを破り、再選。同年7月、社会民主党政策審議会長に就任。

### 逮捕・議員辞職から政界復帰まで
2002年3月、辻󠄀元らによる詐欺事件が「週刊新潮」の報道によって発覚し、3月28日に衆議院議員を辞職。直後に瀬戸内寂聴から「あなた行くところないでしょう。私のところに来なさい」との電話を受け、京都市嵯峨野の寂庵で約1カ月間、庭の掃除をしながら暮らした。2003年7月18日、辻󠄀元本人・初代政策秘書・土井たか子党首の元秘書で指南役の五島昌子ら4人が秘書給与詐欺容疑で警視庁に逮捕された。逮捕後は口裏合わせをして証拠隠滅を図った事実及び詐欺容疑を全面的に認めた。
2004年2月、東京地裁は、秘書給与1840万円を騙し取った詐欺の罪で、懲役2年・執行猶予5年の有罪判決を下した（2009年、猶予期間満了）。判決後、何をすべきか迷っていたときに、瀬戸内寂聴に四国お遍路の旅を勧められるが、経済的な余裕がなかったため大阪府全市町村を日帰りで歩く旅に出た。同年6月に社民党を離党。同年7月の第20回参議院議員通常選挙に大阪府選挙区から無所属で立候補したが、次点で落選（同選挙の全国最高得票数落選者）。
2005年7月5日、郵政民営化法案が衆議院で可決するが、翌7月6日、小泉純一郎首相は、参議院で否決された場合ただちに衆議院を解散して総選挙を行うと明言。同月末、福島瑞穂から「また一緒にやろう」との電話を受ける。土井たか子からも8月8日の解散直前に「もう一度腹をくくってがんばれ」と励まされ、衆院選出馬の意思を固める。8月15日、社民党大阪府連は辻󠄀元を大阪10区に同党公認で擁立する方針を決めたと明らかにした。9月11日、第44回衆議院議員総選挙執行。大阪10区は自由民主党元職の松浪健太が当選。社民党は比例近畿ブロックで1議席を獲得し、登載順位1位の辻元は比例復活で3選。比例単独5位の土井はこの選挙で議席を失った。
2006年2月、社民党女性青年委員長に就任。
2009年8月の第45回衆議院議員総選挙では前回敗れた松浪を大阪10区で破り、4選。選挙後の同年9月、党国会対策委員長に就任した。早野透によれば、三党連立政権の発足時には水面下での交渉を担当したとされ、辺野古基地建設を「見直し」対象とする連立政権合意を成立させたという。

### 国土交通副大臣

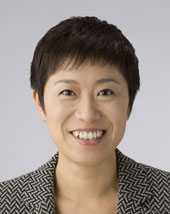
国土交通副大臣時の公式肖像写真

同年9月に発足した民社国連立政権の鳩山由紀夫内閣において、国土交通副大臣に就任する。当初、国対委員長の職にあった辻󠄀元は党務に携わるため就任の要請を固辞したが、福島瑞穂党首が既に閣議で辻󠄀元の国交副大臣就任を含む政務三役の人事案に同意し署名していたため、最終的には就任を受け入れた。国対委員長の職務は重野安正幹事長が代行し、2010年1月に後任の国対委員長に照屋寛徳が就任するまで国対委員長と国交副大臣の兼務が続くこととなった。国対委員長退任後、新たに設けられた社民党特命常任幹事に就任し、党執行部には残留している。
なお国会議員時代の刑事事件で有罪判決を受けた者が刑の効力が失われた後に行政府の役職に就くのは、1997年に第2次橋本改造内閣で総務庁長官に就任した佐藤孝行以来12年ぶり。ただし、佐藤孝行は、当時閣外協力をしていた社民党からの辞任要求によって、わずか12日間で辞任に追い込まれている。
2009年10月30日、JAL再生タスクフォースの解散後に設置された日本航空再建対策本部（本部長・前原誠司）の事務局長に就任した。大鹿靖明によれば、辻󠄀元は「JALの破綻はこれまで日本が経験したことのない国際大型倒産である」という認識から政府内やメガバンクとの調整にまわり、メガバンクとの会談では「いま、ここにいる人が大喧嘩したら日本の経済に大打撃を与えます。みなさんが鍵を握っているのです。100％納得するのはありえないでしょうから、歩み寄ってほしいのです」と説得した。しかし、11月6日に日航再建対策本部が日本政策投資銀行など日航の主力取引銀行幹部に1000億円規模の「つなぎ融資」を要請した際、銀行側は辻󠄀元からの要請を留保するだけではなく、反対に日航への融資に対する保証を政府が確保することを要請し、辻󠄀元は「政府保証などで、われわれも頑張るので、協力をお願いしたい」と述べて譲歩する姿勢を示した。最終的に日航は2010年1月19日に会社更生法の適用を申請した。
2009年12月1日、観光立国推進本部の事務局長に就任。中国人の観光ビザ取得要件の緩和に取り組み、発給条件の年収25万元（約320万円）以上を過度な所得制限と述べ、年収6万元（約80万円）に引き下げた。2010年度の中国人観光客数の前年比41％増加を実現したことから、辻󠄀元は予算のいらない経済刺激策と自賛している。
2010年2月4日、国土交通省が関連する公共事業の予算配分に関する情報を民主党の地方組織に漏洩させた馬淵澄夫国土交通副大臣の更迭を求めた自民党に対し、「（自民党は）過剰反応している」と退けた。
副大臣在任当時、大型巡視船は1隻のみだった。海上保安庁の警備力をあげるため、辻󠄀元は新たに「あきつしま」の導入を訴えた。

### 社民党離党から民主党入党まで
2010年5月28日、沖縄県の普天間基地移設問題で、日米の政府間合意に閣議決定で反対し署名を拒否した福島瑞穂内閣府特命担当相が鳩山由紀夫首相に閣僚を罷免され、連立政権を離脱するか否かが問題となった。当時フランスのパリに外遊中だった辻󠄀元は、連立離脱に慎重とされていたが、「政治的に一つの曲がり角ですけど、日本に帰って社民党の仲間と話し合って、今後の対応を決めていきたい」と述べて自身の進退につき明言を避けた。前原誠司国交相は5月29日に辻󠄀元に副大臣続投を要請したが、社民党が5月30日に連立離脱を決定したことを受け、辻󠄀元は同日中に辞任の意向を伝達し、5月31日に辞表を提出して受理された。辞表提出後のインタビューでは、「国交省は利権の巣窟というイメージがあったが、そうではなかった。不安いっぱいだったが、多くの職員が変えていこうという思いに賛同してくれた。辞めるのは寂しいしつらい」と涙ながらに語った。
連立離脱について辻󠄀元は「鳩山政権離脱という選択が良かったのかどうかは、迷う。離脱することによって、自民党政権が復活したり、改憲への道が開けたりする恐れがある。肝心の普天間基地の問題かって、どうしようもないカッコ悪さに耐えながら、政権に残っていた方が余地が大きかったんと違うかなあ。『地獄への道は善意で舗装されている』という言葉があるように、正しい選択が正しい結果を導くとは限らんやろ」と述べ、「当時、日米合意があっても沖縄の合意がなければ辺野古移設は実現しないという閣議決定はできないか、と折衝していました。私はその歯止めができないかと考えていたんです」と主張している。
同年7月26日夜、重野安正幹事長と会談し、その席で離党の意向を伝えた。7月27日の午前中には福島党首から離党を思い留まるよう慰留されるも、福島の説得を受け入れず、離党届提出後の記者会見で次期衆議院議員総選挙に無所属で出馬する考えを表明した。離党理由については「現実との格闘から逃げずに国民のための仕事を一つずつ進めていきたい」としている。福島との面談が重野との会談の翌日となった理由については、福島が辻元との対話をたびたびキャンセルしたことを挙げている。
同年8月19日、社民党は辻󠄀元の離党届を受理した。地元の党大阪府連合の要請により、除名などの処分は見送られた。
同年9月28日、衆議院会派「民主党・無所属クラブ」に入会し、国土交通委員会与党筆頭理事に就任した。9月29日には中国建国記念レセプションに出席した。

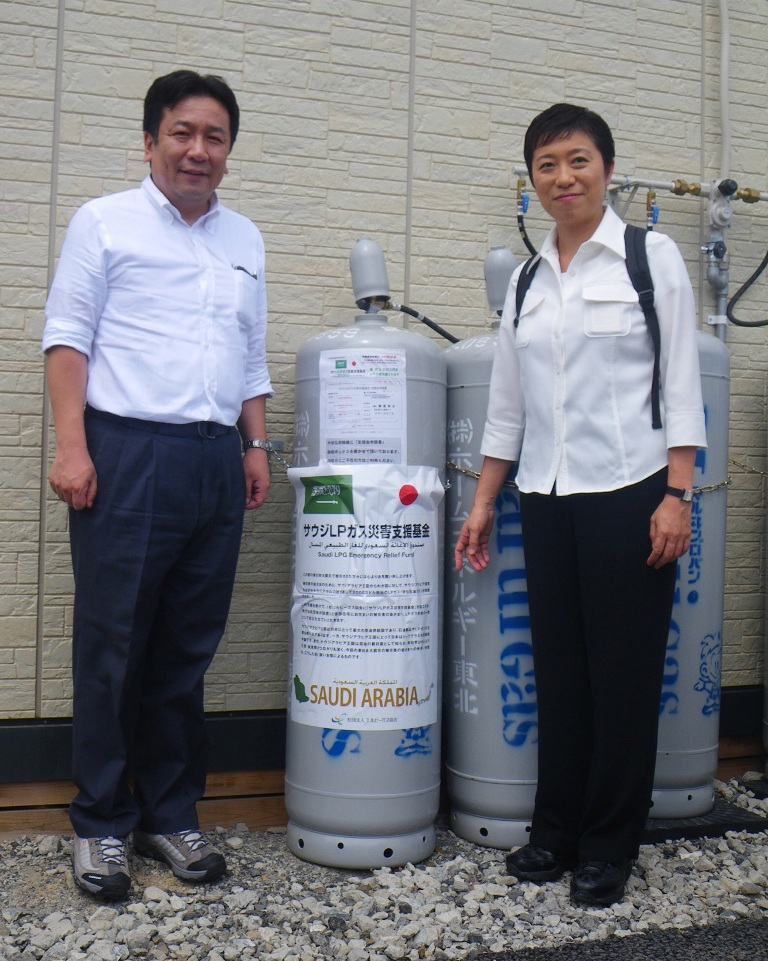
2011年8月7日、枝野幸男内閣官房長官と共に気仙沼市を視察した辻元（当時内閣総理大臣補佐官）

2011年3月13日、東日本大震災を受け、災害ボランティア担当の内閣総理大臣補佐官に就任。
同年9月5日、野田内閣の発足を受け、首相補佐官を退任。9月7日には民主党入りの意向が報じられ、社民党の福島党首は記者会見で「応援した人を裏切っていくことは、一人の政治家として良いことではない。理念より権力に近寄る方を選択すると思ってしまう。すごく残念だ」と批判した。9月10日には民主党大阪府連に入党届を提出して了承され、9月27日に党本部の常任幹事会の了承を経て正式に入党した（同時に衆院大阪府第10区支部長に就任）。
同年10月20日、民主党政調副会長に就任。10月24日には前原誠司政調会長により「提言型政策仕分け」の「仕分け人」に選ばれる。
2012年4月19日、「秋の大型連休」導入を検討するプロジェクトチームの座長として初会合を開いた。4月24日の政調役員会で、消費増税法案の閣議決定に抗議し辞表を提出した松崎哲久国土交通部門会議座長の後任に起用されることが決まった。
同年12月の第46回衆議院議員総選挙で大阪10区より出馬、松浪に敗れたものの比例近畿ブロックで復活し5選。同選挙で大阪の選挙区から出馬して当選した民主党の候補者が他にいなかったため当時は民主党大阪府連に属する唯一の衆議院議員であった。

### 民主党下野後
2013年9月、民主党幹事長代理に就任。

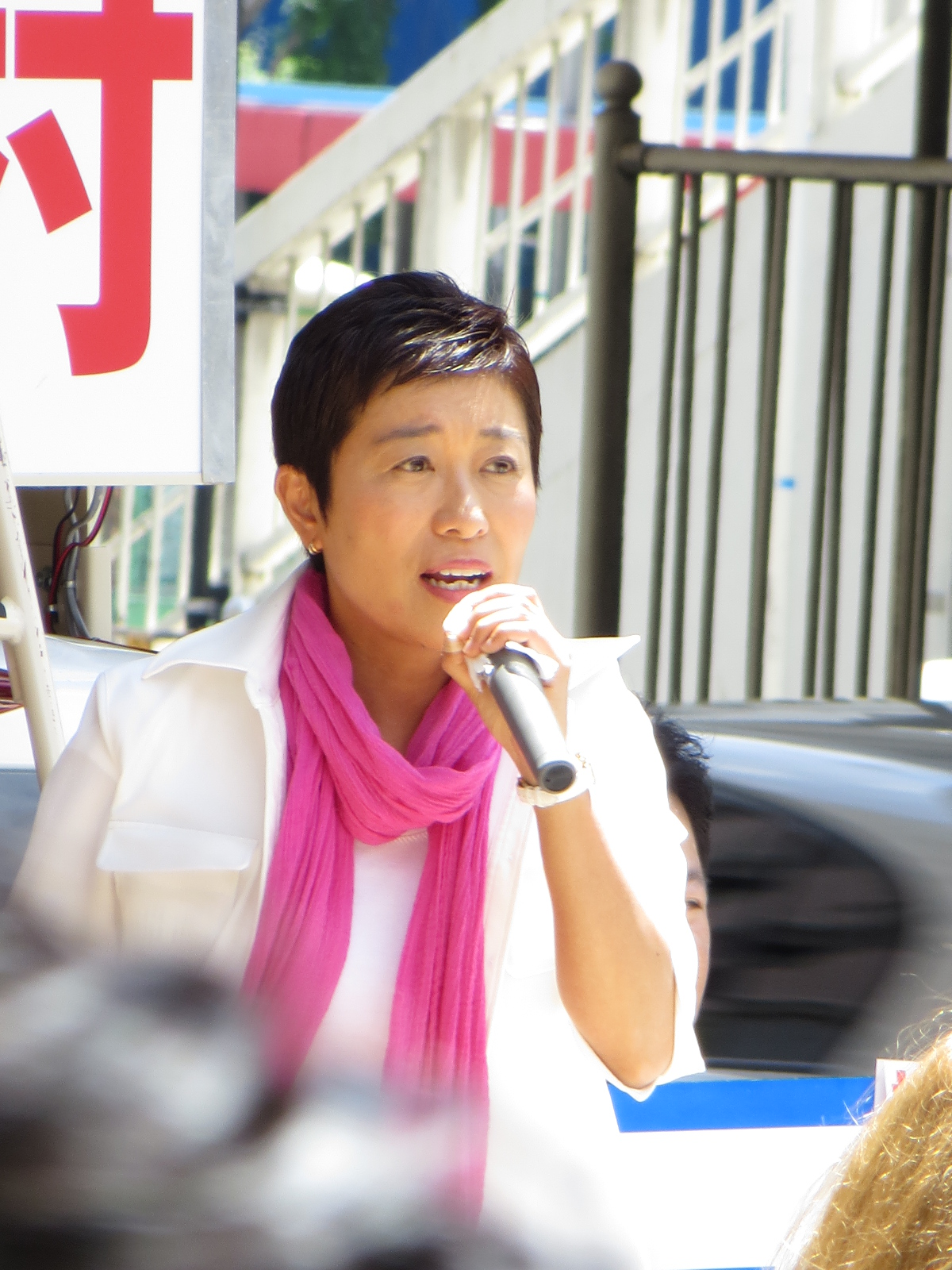
2013年7月20日

2014年4月4日、衆議院本会議でトルコとアラブ首長国連邦への原発輸出を可能にする原子力協定の承認案の採決が行われた際、賛成とする党議に反して欠席したが、辻󠄀元は欠席につき国対委員長の許可を得ていたため、不問に付された。
同年9月、民主党ネクスト内閣府特命担当大臣（新しい公共・社会的包摂・消費者および食品安全・男女共同参画・子供の貧困・自殺対策・NPO）・民主党新しい公共・社会的包摂総合調査会長に就任。安倍政権の目玉政策である、いわゆる「女性活躍」法案について、政策担当として修正案策定に携わった。
同年12月14日の第47回衆議院議員総選挙で大阪10区より出馬し、自治労などの政策協力候補者として支援を受けて当選。この選挙で民主党代表の海江田万里が落選。海江田の辞任に伴い2015年1月18日に行われた代表選挙では、岡田克也の推薦人に名を連ねた。岡田が代表に選出された後、政調会長代理に就任した。
2015年12月、民主党役員室長に就任。

### 民進党
2016年3月27日、民主党と維新の党が合流して民進党が結成される。同党に参加し、民進党執行部発足後も役員室長に留任した。
同年7月の第24回参議院議員通常選挙の大阪府選挙区で民進党所属の現職尾立源幸が落選。これに伴い辻󠄀元は民進党大阪府連に所属する唯一の選挙区選出の国会議員となった。
2017年7月27日、民進党代表の蓮舫が、同月の東京都議会議員選挙の結果を受けて辞任を表明。8月21日、蓮舫の辞任に伴う代表選挙が告示され、辻󠄀元は枝野幸男の推薦人に名を連ねた。9月1日、前原誠司が代表に当選。9月8日、民進党は常任幹事会を開き、幹事長代行に辻󠄀元を充てる人事案を了承した。辻󠄀元は、閣僚や党要職の経験がない大島敦幹事長を党務で補佐することとなった。

### 立憲民主党
2017年9月25日、希望の党が設立。9月27日、希望の党と日本維新の会が候補者すみ分けの検討に入ったと報じられた。同日夜、希望の党代表の小池百合子はBSフジの番組に出演し、同党への参加の条件について、憲法改正と安保法制への姿勢を重視する考えを示した。
同年9月28日、衆議院解散。同日、民進党両院議員総会で希望の党への事実上の合流方針が了承された。総会後、辻󠄀元は報道陣に「私は執行部なので発言はしていません」と険しい表情で一言だけ答えたが、希望の党と日本維新の会のすみ分けの方針や、安保法制に関する考え方の相違などから、辻󠄀元が希望の党の公認を得るのは厳しい状況と報じられた。
同年9月30日未明、共同通信が「枝野が無所属で出馬する方向で検討に入った。考え方の近い前議員らとの新党結成も視野に入れている」と報道。同日午後3時、民進党本部で全国幹事会・選挙対策担当者会議が開かれた。午後7時過ぎまで4時間以上にわたって行われた同会議を辻󠄀元は途中で退席。記者団に囲まれた辻󠄀元は「リベラルの力と重要性を信じている」と述べ、希望の党には公認申請せず、無所属で出馬する意向を表明した。小池の発言に端を発した民進党の前職、元職計15人の「排除リスト」が出回り、同日夜、枝野幸男、長妻昭、辻󠄀元、近藤昭一、参議院議員の福山哲郎らは都内のホテルに集まり、対策を協議。
同年10月1日、「無所属で戦わざるを得ない人たちが全て当選できるような受け皿ができれば」と述べてリベラル系の新党参加の可能性に言及した。10月2日、枝野が新党「立憲民主党」の設立を表明。これを受けて10月3日に立憲民主党への参加を表明し、10月4日には民進党に離党届を提出した。10月6日、立憲民主党政務調査会長に就任した。
同年10月22日の第48回衆議院議員総選挙に大阪10区より立候補し、自民党の大隈和英、日本維新の会の松浪を破り、7選。選挙後の10月24日、立憲民主党両院議員総会で国会対策委員長に就任することが決まった（10月26日まで政調会長を兼務）。
2018年11月17日、立憲民主党大阪府連代表に就任。
2019年2月、外国籍の人物から1万円の政治献金を受けていた疑惑が報じられた。辻󠄀元は疑惑が事実と認めたうえで、「寄付金は外国籍の方からはできません」と明記された用紙であったものの、「さかのぼって確認していなかった。再発防止の対応策を考える」旨や「返金し、速やかに適正な訂正処理を行った」旨を報道各社に説明し、国対委員長辞任については否定した。9月19日、国会対策委員長を退任し、幹事長代行に就任。

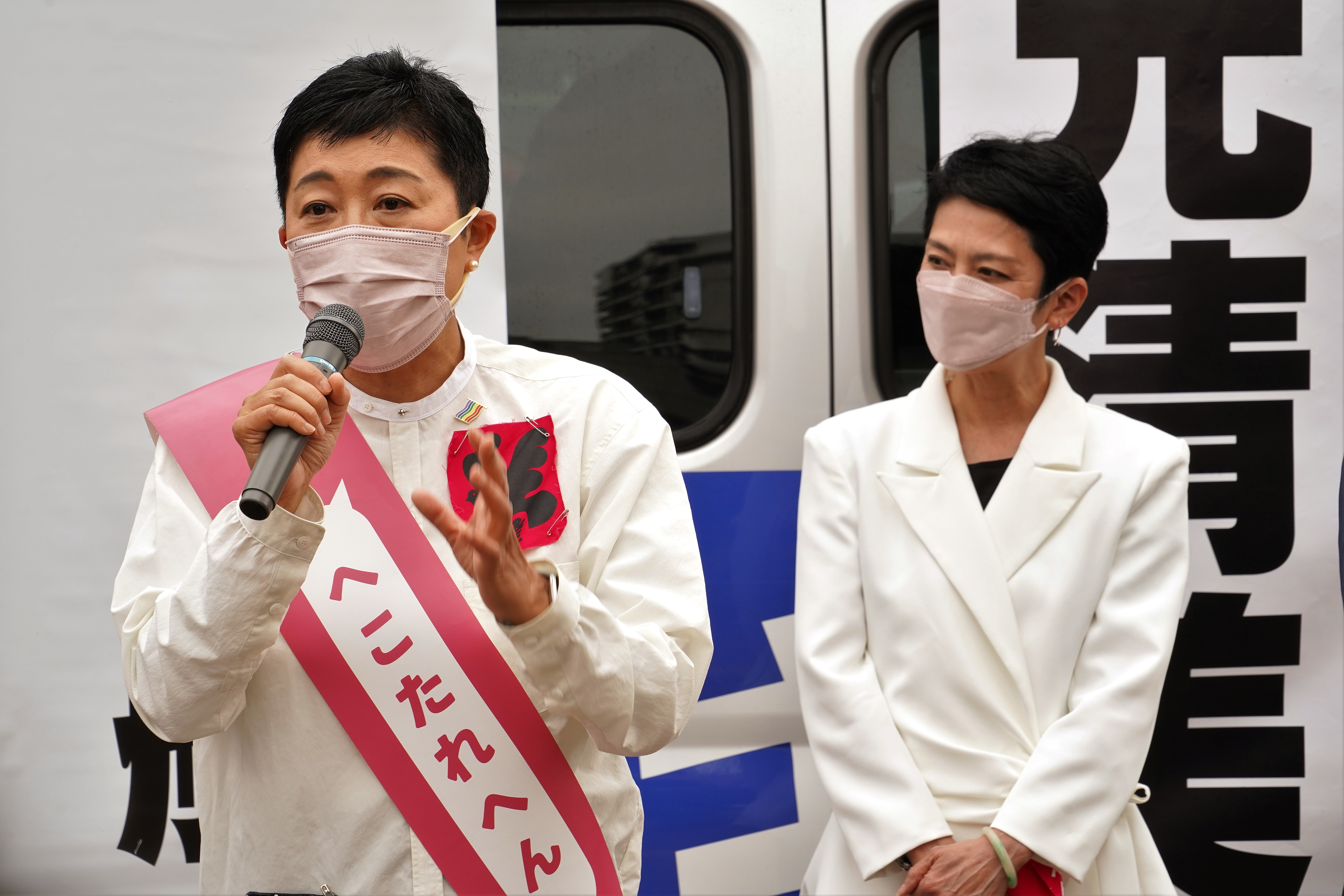
2022年5月7日、三軒茶屋駅前にて。蓮舫と

2020年8月24日、旧立憲民主党と旧国民民主党は、2つの無所属グループを加えた形で合流新党を結成することで合意した。同年9月10日に行われた新「立憲民主党」の代表選挙では枝野幸男の推薦人に名を連ねた。
2021年10月31日に行われた第49回衆議院議員総選挙の大阪10区には辻󠄀元、日本維新の会新人の池下卓、自民党現職の大隈の3人が立候補。選挙戦終盤の10月27日には山崎拓元自民党幹事長が辻󠄀元の応援演説に来たものの小選挙区では日本維新の会新人の池下卓が初当選。辻󠄀元は次点で敗れ（惜敗率82.715％）、比例復活もできず落選した。
同年11月13日、立憲民主党大阪府総支部連合会で「力不足で厳しい結果になった」と述べ、府連代表を辞任する意向を表明した。
2022年1月21日、立憲民主党は、次期参院選比例代表に辻󠄀元を擁立する方向で最終調整に入った。同年1月31日、辻󠄀元はオンラインで支援者向けの報告会を開き、正式に出馬表明した。同日、党本部で党代表泉健太と面会し、参院選比例代表での公認を申請。2月8日、立憲民主党は参院選女性候補者の公募を開始し、辻元を日本私鉄労働組合総連合会の「準組織内」候補として比例区での擁立を決定した。
同年7月の第26回参議院議員通常選挙で、立憲民主党は比例代表で7議席を獲得。辻󠄀元は党内得票数1位で当選した。第211回国会では参議院環境委員会、予算委員会、憲法審査会に所属。
2024年1月26日、立憲民主党代表代行に就任した。

## 政策・主張

### 憲法
- 憲法改正について、2012年の毎日新聞社のアンケートで「反対」と回答[148]。2014年の朝日新聞社のアンケートで「反対」と回答[149]。2017年のアンケートで「どちらかと言えば反対」と回答[150]。2021年のアンケートで「反対」と回答[151]。2022年のNHKのアンケートで「反対」と回答[152]。
- 9条改憲について、2014年、2022年の毎日新聞社のアンケートで「反対」と回答[153][154]。憲法9条への自衛隊の明記について、2021年、2022年のNHKのアンケートで「反対」と回答[155][152]。
- 2014年7月1日、政府は従来の憲法解釈を変更し、集団的自衛権の行使を容認することを閣議で決定[156]。この閣議決定を評価するかとの問いに対し、同年の朝日新聞社のアンケートで「まったく評価しない」と回答[149]。集団的自衛権の行使に賛成かとの問いに対し、同年の毎日新聞社のアンケートで「反対」と回答[153]。
- 憲法を改正し緊急事態条項を設けることについて、2021年の毎日新聞社、2022年のNHKのアンケートで「反対」と回答[157][152]。

### 外交・安全保障
- 普天間基地の移設問題について、2012年の毎日新聞社のアンケートで「国外に移設すべき」と回答[148]。普天間基地の辺野古移設について、2022年の毎日新聞社のアンケートで「反対」と回答[154]。
- 「政府が尖閣諸島を国有化したことを評価するか」との問いに対し、2012年の毎日新聞社のアンケートで「評価しない」と回答[148]。
- 日本による過去の植民地支配と侵略を認めて謝罪した「村山談話」の見直し論議について、2014年の毎日新聞社のアンケートで「見直すべきでない」と回答[153]。
- 従軍慰安婦に対する旧日本軍の関与を認めた「河野談話」の見直し論議について、2014年の毎日新聞社のアンケートで「見直すべきでない」と回答[153]。
- 第2次安倍内閣が2013年に提出した特定秘密保護法案は同年12月6日に可決成立した[158]。「こうした法律が日本に必要と思うか」との2014年の毎日新聞社のアンケートに対し、「必要でない」と回答[153]。
- 安全保障関連法の成立について、2017年のアンケートで「評価しない」と回答[150]。
- 「他国からの攻撃が予想される場合には敵基地攻撃もためらうべきではない」との問題提起に対し、2021年のアンケートで「反対」と回答[151]。敵基地攻撃能力を持つことについて、2022年のNHKのアンケートで「反対」と回答[152]。
- ロシアは2022年2月24日、ウクライナへの全面的な軍事侵攻を開始した[159]。日本政府が行ったロシアに対する制裁措置についてどう考えるかとの問いに対し、2022年のNHKのアンケートで回答しなかった[152]。同年の毎日新聞社のアンケートで「今の制裁で妥当だ」と回答[154]。
- 2022年6月7日、政府は経済財政運営の指針「骨太方針」を閣議決定した。NATO加盟国が国防費の目標としている「GDP比2％以上」が例示され、防衛力を5年以内に抜本的に強化する方針が明記された[160]。「防衛費を今後どうしていくべきだと考えるか」との問いに対し、2022年のNHKのアンケートで「ある程度減らすべき」と回答[152]。
- 徴用工訴訟問題や慰安婦問題などをめぐり日韓の対立が続くなか、関係改善についてどう考えるかとの問いに対し、2022年の毎日新聞社のアンケートで「互いに譲歩すべきだ」と回答[154]。

### ジェンダー
- 選択的夫婦別姓制度の導入について、2014年、2017年、2021年、2022年のアンケートで「賛成」と回答[149][150][151][152]。2015年には「上司の判断で許可されない会社もまだ多いため、通称使用では本質的な解決にはならない」と述べている[161]。
- 同性婚を可能とする法改正について、2017年、2021年、2022年のアンケートで「賛成」と回答[150][151][152]。
- 「LGBTなど性的少数者をめぐる理解増進法案を早期に成立させるべきか」との問題提起に対し、2021年のアンケートで「賛成」と回答[151]。
- クオータ制の導入について、2021年、2022年のアンケートで「賛成」と回答[155][152]。
- 2021年5月12日、超党派の女性議員による「クオータ制実現に向けての勉強会」の第1回の会合に立憲民主党を代表して参加した[162]。

### その他
- 1996年の衆院選では「NPO法の制定」と「情報公開法の制定」を公約に掲げ初当選した[163]。法案成立に尽力し、前者は1998年に公布され、後者は1999年に公布された。
- アベノミクスについて、2014年の毎日新聞社のアンケートで「評価しない」と回答[153]。2017年のアンケートでは「どちらかと言えば評価しない」と回答[150]。2022年の毎日新聞社のアンケートで「評価できず、見直すべきだ」と回答[154]。
- 安倍内閣による森友学園問題・加計学園問題への対応について、2017年のアンケートで「評価しない」と回答[150]。
- 森友学園への国有地売却をめぐる公文書改竄問題で、2021年5月6日、国は「赤木ファイル」の存在を初めて認めた[164]。しかし5月13日、菅義偉首相はファイルの存在を踏まえた再調査を行わない考えを報道各社に書面で示した[165]。9月の自民党総裁選挙で総裁に選出された岸田文雄も10月11日、衆議院本会議の代表質問で再調査の実施を否定した[166]。国の対応をどう考えるかとの同年の毎日新聞社のアンケートに対し「さらに調査や説明をすべきだ」と回答[157]。
- 「原子力発電所は日本に必要だと思うか」との問いに対し、2014年、2021年の毎日新聞社のアンケートで「必要ない」と回答[153][157]。
- 「原子力発電への依存度について今後どうするべきか」との問題提起に対し、2021年、2022年のアンケートで「ゼロにすべき」と回答[155][152]。
- 「『道徳』を小中学校の授業で教え、子供を評価することに賛成か、反対か」との問いに対し、2014年の毎日新聞社のアンケートで「反対」と回答[153]。
- 首相の靖国神社参拝について、2014年のアンケートで「反対」と回答[149]。2017年のアンケートで「どちらとも言えない」と回答[150]。
- 2012年6月に消費税増税法案の採決で賛成した[167]。

## 支持団体
- 市民活動家出身だが、鳩山内閣時に国交副大臣を務めた際に私鉄総連と関係ができたことから、以降は「準組織内」議員として扱われている[168][注 3][169]。参議院に転出後は比例区において準組織内候補として支援を受けている[170][171][注 4]。

## 人物・評価
- 著書の中で自分の政治家としての原点として「家計が苦しくなると私と弟はしばしば奈良の親戚の家に預けられたのだが、そこでも重層的な差別があった。『部落の子供と遊んだらあかん』被差別部落を差別する大人たち。『朝鮮人帰れ』さらに在日の子を差別する子どもたち。『部落の子も朝鮮人も私らもみんな同じや。なんでそんなことを言うんや』私は大人たちに突っかかっていくような子だった。トクさん（大阪で辻󠄀元がお世話になったという在日韓国人）はじめ一生懸命生きている人たちが私の周りにたくさんいたから、子ども心にそのような反発を感じていたのだ。子どもの頃のこんな体験は、その後の私の考え方や生き方に大きく影響した」と述べている[172]。
- 弟がおり、辻󠄀元の私設秘書として10年以上活動した後、現在辻󠄀元の公設第一秘書になっている[173]。
- 1987年に開催された成田空港反対派との交流イベント「三里塚わくわくツアー」の呼びかけ人となったほか[174]、成田空港問題シンポジウム開催に向けて動いていた青年行動隊に「何か行動を起こすときには、まずお金です。予算化しなさい」とアドバイスした。これを受けて、青年行動隊は東峰十字路事件の裁判費用の為にプールしていた資金の一部をシンポジウムの運営費に充当している[175]。
- 小泉純一郎内閣の頃、当時社民党議員だった辻󠄀元は集団的自衛権の問題の追及で「ソーリ」を12回連呼したことで話題となり、「社民党のジャンヌ・ダルク」と呼ばれた[176]。
- 2017年にジャーナリストの常井健一から受けた取材の中で「多様性を唱える割に異なる考えに不寛容なリベラル言論人のような人だったのにずいぶんと変わった」と指摘されると、議員秘書給与事件で失脚したこと、東日本大震災の際に菅内閣の総理補佐官として自衛隊とともに仕事したこと、国土交通副大臣として海上保安庁を担当したこと、『朝まで生テレビ!』で討論した際に「もしかしたら、私の場合は左の政治活動家の発想で政治をやっているんじゃないか!?」と気づいたことなどをきっかけとして「考えの違う人と対立するのではなく、その意見も聞いて命や人権を守るのが政治家の仕事」というスタンスに変わっていったと述べている[177]。
- かつて辻󠄀元を間抜けな「お花畑キャラ」として漫画で描いた[177]小林よしのりと対談し、小林から「よく勉強している」「これで改憲派だったら、わしは首相に推したいくらいだ。だが例え護憲派でも、わしは辻元議員には注目していきたい。」と高く評価された[178]。小林との関係について辻元は「なんか最近、波長が合うんですよ（笑）」と述べている[177]。
- 保守派の論客であった 勝谷誠彦や一水会の鈴木邦男が応援弁士として街頭に立ったことがあり、ブロガーの山本一郎や一水会代表の木村三浩とも親交がある[179]。
- 私淑する知識人に元文藝春秋編集長で作家の半藤一利やノンフィクション作家の保阪正康をあげている[179]。
- 在日コリアン3世の辛淑玉は自身についての言及の中で、「朝鮮人であるだけでなく、女であることはそんなに叩かれやすいのか。辻󠄀元清美もそう。福島瑞穂（参院議員）もそう。」と述べている[180]。
- 連帯労働組合関西地区生コン支部（関西生コン）と密接な関係にあるとされる[181][182][183]。
- 山崎拓元自民党幹事長と政治思想は全く異なるものの親交がある。2015年12月9日には憲政記念館において、山崎は辻󠄀元の「政治活動20年へ、感謝と飛躍の集い in 東京」という政治資金パーティーに参加している[184]。2021年10月の第49回衆議院議員総選挙の選挙戦終盤の10月27日、大阪10区には自民党前職の大隈和英も立候補しているにも関わらず、山崎は辻󠄀元の応援演説を行い「小選挙区は辻󠄀元清美、比例区は自民党」と発言した[185]（しかし山崎はこの行動が問題となり、同年12月13日の自民党党紀委員会で党の規律を乱したとして党員資格停止1年の処分が決まった[186]）。山崎が辻󠄀元の応援に来た理由は「一言でいえば友情だ。立民の応援に行ったわけではなく、辻󠄀元氏個人の応援に行った」[187]、「野党第一党は立憲民主党ですよ、立憲の議席というのは、与野党伯仲、自公政権と対峙するのは大事だと思うから、辻󠄀元は個人として国会の中にいた方がいいから、私は来ました」としている[188]。
- 元内閣総理大臣森喜朗も、同上の政治資金パーティーに参加し、2012年の政界引退時の最後の本会議場で労いを受けたと明かし、「心をつかむ人柄だ。自民党にきてくれていたらよかったなと思うこともあった」と述べた[189]。
- 国際政治学者の三浦瑠麗は、辻󠄀元について「安保や経済まで大概意見は食い違うけれど、『なにか』あると思う。彼女のコアに多様性に対するパッションがあることは明白です。そのテーマの時は顔つきが違うもの」と評価している[190]。
- 瀬戸内寂聴と親交があった[191]。
- 2023年11月、辻󠄀元に似た人物が赤信号で停車中のタクシーから下車し、中央分離帯を乗り越えて反対車線の車道を渡っているような動画が投稿され、「道路交通法違反ではないか」などと指摘された。同月21日に辻󠄀元は公式サイトに「猛省しています」というタイトルの記事を投稿。「東京駅に行く途中、議員会館に忘れ物をしてしまった事に気がつきました。列車の時刻があったので、あせってしまい、（中略）横断歩道を渡らずに道路を横断してしまいました」と経緯を説明した[192]。

## 発言
- 1987年（昭和62年）（浅田彰との皇室に関する話題にて）
  - 「生理的に嫌だと思わない？ああいう人達というか、ああいうシステム、ああいう一族がいる近くで空気を吸いたくない」
  - （1986年10月に行われた天皇在位60年を祝う銀座大パレード及び提灯行列について）「ものすごく気持ち悪い。」
  - 「天皇（の存在）っていうのも、日本がいやだというひとつの理由でしょ。」
  - （日本のスポーツ界を天皇と皇族に関連させて）「人生訓とか、道徳を押し付けたがるし。 でも、そういうのって、天皇とあの一族の気持ち悪さに直結してるよね。天皇制ってなくなるかな。」
  - （浅田の「なくならないと思う。終戦の時に、きちっと責任追及があってしかるべきだった」との返答に対して）「これはもう、悪の根源。」[193][194]
    - 2017年6月8日の衆院憲法審査会で、辻󠄀元は、これらを約30年前の学生時代の発言とした上で「私の考えが一面的だったと痛感し、深く反省をいたしました」と述べた[195][196]。産経新聞は、学生時代だけでなく衆院議員となった後の1998年に出版している『辻󠄀元清美の永田町航海記』で「（憲法）第一条から第八条までの天皇に関する規定を削除すべきだ」、「天皇制について、私は個人的に反対。やっぱり抵抗がある」、2000年出版している『辻󠄀元清美の「今からでも、変えられる」』にも「憲法第一章の天皇に関する規定、第一条から八条までを削除したらいい」、「正確には『天皇制廃止』ではない。憲法から天皇に関する規定をはずす」と著書に書いていることから憲法に規定がある以上は『天皇制』として天皇を尊重するが、本心は天皇を無くしたいということかと疑念を呈した[196]。
- 1990年（平成2年）
  - 「まだまだ真の意味での『国際化』はなっていない。よく外国人労働者が入ってくると日本文化が脅かされるのではないかという意見を耳にするが、それは全く逆。外国文化が入ってきて衝突することによって、日本の文化に対する認識は高まる。日本人の生き方のワクも広がっていく。」[197]
  - 「（日本の難民受け入れが少ないことと日系企業によるボルネオ島での熱帯雨林伐採を論じたうえで）汚されるのは嫌だと言って他人を自分の家には上げないくせに、他人の家にはずけずけ上がり込み、荒らしまわって平気な顔をしている。それが今のこの国（日本）の素顔」[197]
- 1998年（平成10年）
  - 「私は天皇制は憲法の主権在民、法の下の平等の精神とは相いれない物だとずっと思っていた。だから天皇という存在を国家の枠組みから外し、国家が法律によって維持する制度をなくす。そうすれば天皇イコール神であっても問題ないから『人間宣言』なんてものも必要ではない。神道の儀式を行って政治上の問題になることもない。いわゆる『民族派』の人々にしても、アメリカ人の指示によってできたと彼らが主張する憲法に『象徴』などという収まりの悪い表現で規定される天皇を快く思っていなかったはず。『憲法で規定されるからではなく、日本人が自然の気持ちで崇拝するもの』と考える人々にとって、天皇がその行動を法律によって縛られ、経済的なことも皇室会議などというところで決定されることを潔しとしていないだろう。憲法1条から8条までを削除することで戦後の多くの難題も片付くのではないか。税金で維持されることがなくなっても多くの支持者・崇拝者たちが支えればいい。」[198]
- 2000年（平成12年）
  - 「憲法について言えば、私はいま『護憲派』と言われているわけですが、本当のことを言えば、1条から8条はいらないと思っています。天皇制を廃止しろとずっと言っています。天皇制を廃止する、女が総理大臣になる、安保を廃棄する、この３つで日本は大きく舵を切れると10年前にテレビで言った（略）日本国憲法は9条から始め、天皇は伊勢にでも行ってもらって、特殊法人か何かになってもらう。財団法人でも宗教法人でもいいけど。そして、皇居をセントラルパークにし、アジア平和記念館とかをつくり、アジアの留学生を呼ぶという計画を立てている」[199]
  - 「金大中大統領は『アジアの中で日本にお願いしたいこと、アジアの中でいっしょにやっていくためにお願いしたいことは三つある。憲法９条を守ってほしい、非核三原則を守ってほしい、専守防衛に徹してほしい、この三つです』と言ったわけです。やはり私たちは、憲法９条の理念を守らないといけない。とくに、北東アジアで緊張が低下しようとしているときに、憲法９条を変えますということを世界に発信するというのは、この緊張緩和の流れに反することです。私は『国益』なんていう言葉は大嫌いですけど、あえて使えば、『日本の国益を考えた場合、いま、北東アジアがこれだけ緊張緩和に向かっているときに、憲法９条を変えるなんていうことを日本が言うことは、日本の国益に反するじゃないか』と改憲派の人に言っているわけです。『国益』という言葉は嫌いだけど、相手は好きだから、その言葉をあえて使って反論しているわけです 」[199]
- 2001年（平成13年）
  - 「北朝鮮との国交正常化のなかでは、戦後補償が出てくるでしょう。日本は、かつて朝鮮半島を植民地にして言葉まで奪ったことに対して、北朝鮮には補償を何もしていないのだから、あたりまえの話です。そのこととセットにせずに、「9人、10人返せ!」ばかり言ってもフェアではない」[200]
- 2002年（平成14年）
  - 「留学生の受け入れを活発にするほか途上国やアジアの言うことを聞くというところに軸足を置く。日本は小国でいいと思っているんです。先進国グループから離脱した方がいい。」「日本は地政学的に大国になり得ない。現在も虚勢を張っている小国に過ぎない。」「日本はジャイアン（米国）にいじめられるのび太か、と言えば（ジャイアンにすり寄る）スネ夫なんです。私は日本はのび太でいいと思う。ドラえもんという憲法9条があるんだから」[201]
- 2005年（平成17年）
  - 「国会議員っていうのは、国民の生命と財産を守るといわれてるけど、私はそんなつもりでなってへん。私は国家の枠をいかに崩壊させるかっていう役割の国壊議員や」（東京・渋谷で開かれた女性限定アダルトイベント「女祭」にて）[202]
- 2008年（平成20年）
  - 「アジア・太平洋地域の戦争犠牲者に思いを馳せ、心に刻む集会」に参加し、「慰安婦問題を日本政府が『国民基金』で解決しようとしたことを反省する必要がある」旨を発言[203]。
- 2009年（平成21年）
  - （2009年11月13日の宮中茶会で小林よしのりからの「ブッタマゲタ!辻󠄀元、何でお前がここにいるんだ!」との問いに対する回答）「なんで?私は日本国憲法に天皇が規定されているから来たのよ」「憲法を守ってるだけ」[204][205]
- 2013年（平成25年）
  - 「（安倍政権による河野談話の見直し検討に対して）総理自身が不名誉を作っている。外交問題として今後深刻化していく」（2013年3月8日衆議院予算委員会の質疑）[206][207]
- 2017年（平成29年）
  - 「自民党と民進党の何人かで外交安保の勉強会を開こうと準備しています。自民党のちゃんとした保守の人たちは今弾圧されていますから、水面下で非合法組織のようにじっくりやろうと思っています」[177]
  - 「もう、国会うんざりですわ。安倍晋三の顔を見るだけでいやになるというか。考えられないような政治の私物化。今、アベトモファースト。安倍さんの友達がファーストになっているんではないでしょうか。『アベトモ政治』に終止符を打ちたいと思っている」[208]
- 2022年（令和4年）
  - 「岸田政権が決めた敵基地攻撃能力（反撃能力）の保有は、軍拡競争を招くリスクがある。本当に抑止力になるのかも疑問だ。日本は狭い国土に多くの原発がある。「反撃」をしても、相手から原発を一斉に狙われたら終わり。ミサイルを全部撃ち落とすことはできない。 」「最大の防御は外交しかない。中国との対話の機会を増やしたり、北東アジアで多国間の外交の枠組みをつくる努力をするべきだろう。 」[209]

## 報道

### 国土交通副大臣就任における産経新聞の報道
2011年3月16日の産経新聞記事において、記者の阿比留瑠比が、「13日に（中略）辻󠄀元清美元国土交通副大臣を災害ボランティア担当の首相補佐官に任命したことにも必然性は感じられない。（中略）辻󠄀元氏は平成7年の阪神淡路大震災の際、被災地で反政府ビラをまいた。2人の起用はブラックジョークなのか。」と報道。
2011年3月21日の産経新聞記事において、記者の阿比留瑠比が、「カメラマンの宮嶋茂樹氏の著書によると、辻󠄀元氏は平成4年にピースボートの仲間を率いてカンボジアの自衛隊情勢を視察し、復興活動でへとへとになっている自衛官にこんな言葉をぶつけたという。『あんた!そこ（胸ポケット）にコンドーム持っているでしょう』（中略）こんな人物がボランティア部隊の指揮を執るとは。被災地で命がけで活動している自衛隊員は一体どんな思いで受け止めているだろうか。」と報道している。
辻󠄀元は、阿比留が根拠とした宮嶋茂樹の著書に実際には辻󠄀元がそのような発言をしたとの記述はなかったとし、辻󠄀元自身もホームページで「この非常時に公器としての報道機関がデマを拡散させたことに、厳重に抗議いたします」と批判した。
2012年1月19日、産経新聞の2011年3月16日と3月21日にの阿比留の記事について、名誉毀損の損害賠償請求を産経新聞社および記者の阿比留に対して東京地裁に提訴した。2013年3月22日、「被告側は原告らに一切取材しておらず、記事が指摘した事実が真実とは認められない」として産経新聞社に80万円の賠償を命令、原告・被告とも控訴せず、この判決は確定した。

### その他の産経新聞による報道
- 2011年5月10日産経新聞で「災害ボランティア活動担当、辻元清美首相補佐官の出張関連費は114万円」と、6日の出張のための費用が高額なのではないかという批判記事が報道されている[217]。同日、辻󠄀元は、事実誤認であると産経新聞に申し入れをしている。

### 森友学園問題
2017年3月24日に公開された学校法人森友学園前理事長籠池泰典の妻による首相夫人の安倍昭恵宛のメールに、「辻󠄀元清美共産党今はぐっと辛抱です（笑）」、「辻󠄀元清美が幼稚園に侵入しかけ　私達を怒らせようとしました嘘の証言した男は辻󠄀元と仲良しの関西生コンの人間でしたさしむけたようです」、「三日だけきた作業員が辻󠄀元清美が潜らせた関西なんとか連合に入っている人間らしい（略）下請け業者の社長は現場もマスコミに写し全くうめてないことをしっていて三日だけきた作業員を辻󠄀元清美は送り込みました」、「辻󠄀元清美生コンをみればある関西こうえき連合の人間をマスコミに出し社長の言い分はのせなかったそうです　国会議員の犯罪じゃないですか」などと書かれていたと産経新聞は報じている（毎日新聞はインターネットで全文公開した後、この部分を削除して再公開している）。これについて、民進党は、辻󠄀元が幼稚園に侵入したとする事実はなく、作業員を下請け業者に送り込んだことは虚偽であると反論している。この疑惑について、官房長官の菅義偉は、民進党から辻󠄀元の名が出ていることについての説明があるのではないか、という見解を述べている。
後に菅野完が籠池の妻にインタビューした際に、籠池の妻は辻󠄀元の塚本幼稚園への侵入を確認せずにメールを書いたと述べた。

#### 首相官邸の関与
2017年3月24日の午後におこなわれた内閣官房長官記者会見で、記者から「メールの公開に官邸の意向も働いたのか」と質問された菅義偉は、「政府としては、メールを公開することによってひとつの物的証拠にもなるわけですよね。（中略）客観的なひとつの証拠になるんだろうと思って、公開をおこなうことを先方の了解をいただいて決断した」と回答。さらに、メールの証拠性について問われると、「それはご覧になった方が判断するんじゃないでしょうか」と返答し、裏付けがないことを認めている。

#### 産経新聞「3つの疑惑」報道
2017年3月28日に、産経新聞は、「民進・辻󠄀元清美氏に新たな「3つの疑惑」民進党「拡散やめて」メディアに忖度要求」と題し、(1)塚本幼稚園に侵入したのか、(2)小学校の建設現場へ作業員を派遣したのか、(3)辻󠄀元が民主党政権で国交副大臣であった時期に森友学園の隣接地「野田中央公園」（14億2386万3000円）購入時に計14億262万円の補助金支給があり、豊中市負担は2134万3000円のみで国有地払い下げが行われた事実に関する疑惑を報じ、辻󠄀元について「籠池氏の発言に依拠して首相らを追及しながら、都合の悪い妻の言葉は封じようとする矛盾に陥っている。」と批判した。なお、(1)(2)はメール籠池妻のメールから出てきたものだが、(3)についてはメールに記載はなく、保守系のサイトなどで飛び交っていたものである。

#### 豊中市の反応
国有地払い下げがあった年の10月の豊中市議会で「政権が代わったからこうなったのか」という質問も出ていた。

#### 辻󠄀元と民進党の反応
産経新聞への質問について、民進党役員室は3月24日に(1)(2)について「一切ない」、28日に辻󠄀元は「塚本幼稚園に入っておりませんし、入ろうとした事実もございません」、「マスコミで証言をした人物は、辻󠄀元清美とは面識がございません」「送り込んだなどということも一切ございません」、「野田中央公園の用地取得に関する補助金等は、麻生政権下の21年第一次補正予算で決定されたものを鳩山政権下で引き継いで執行したものです」と回答している。
3月29日に民進党は、28日付けの産経新聞の報道は事実ではないとして産経新聞宛に「抗議文」を送り、民進党代表の蓮舫は「3つの疑惑」報道を「ガセネタ」とし「法的措置も含めて検討している」と述べた。ただ、その時点では事務所と党の対応には違いがあったのか、産経新聞はそのあと「辻元事務所の職員の対応は実に丁寧で感謝しています」と述べている。一方、4月6日の記者会見において、蓮舫は、産経新聞の報道について、「報道の自由は保障されておりますので、産経新聞が自らの責任で見解を表明することには何ら反対はいたしません」と述べ、疑惑報道に関して反論はあるかとの産経新聞の質問についても、「特段ありません」と答えている。

#### 発端となった産経新聞の報道そのものに対する疑問と検証
産経新聞の報道に多くのジャーナリスト等が疑問を呈した。
(1)について、後に著述家の菅野完が籠池の妻、娘にインタビューした際に、籠池の妻は辻󠄀元の塚本幼稚園への侵入を確認せずにメールを書いたと述べた、娘も思い込みだったと認めた
。
(2)については、評論家の荻上チキが“辻󠄀元が送り込んだ”とされる作業員へのインタビューを敢行。産経報道の翌日の2017年3月29日に、自らが司会を務めるラジオ番組において、作業員が「辻󠄀元とまったく接点がない」、「生コン会社で働いていないので生コンの関連組合に入れるはずもない」などの証言を行い、産経記事に基づいて報道したテレビ局に抗議し謝罪があったことを明らかにした。
ジャーナリストの江川紹子は、産経新聞が一連のメールが公開されてから4日後に記事を掲載するまでに、作業員に一切確認取材がされなかったこと、作業員が辻󠄀元清美と面識がないという事実が明らかになった後も、記事の訂正がなされていないことを指摘している。
(3)については、辻󠄀元のスタッフが検証を行っており、麻生政権時の2009年5月（辻󠄀元が国土交通副大臣に就任する以前）、政府が豊中市に対して予算配分をする旨及び金額を内示した趣旨の国会答弁を国土交通省はしている。また、それを裏付ける資料の存在が確認されている。
また、ノンフィクションライターの常井健一は辻󠄀元が籠池妻のメール内容を否定する記者会見や法的措置を講じなかった理由について辻󠄀元に尋ね、「籠池夫人が、公開を前提としないメールで私の名前を出したこと自体は名誉棄損だとは思っていません。こんなことで民間人が国会議員に記者会見を開かれて噛みつかれたら、そんな社会は気持ち悪いと思う。それより、中身を知りながらメールの公開を決めた人のほうが気になる。私は籠池夫人の内心の自由も守りたいから、あまり騒ぎたくないんだけどな」という回答を得ている。

### 旧統一教会との関係
- 2022年9月27日に辻󠄀元清美氏は、2012年に統一教会(現世界平和統一家庭連合)の関連組織世界平和女性連合の勉強会に参加していたことを明らかにした[235]。かねてより、統一教会と自民党との癒着を激しく非難してきた辻󠄀元清美氏は、ジャーナリストの有田芳生氏の統一協会に関する勉強会に参加[236]するなど精力的に同組織と政治との関係性を突き止めるべく活動してきていた。9月9日には、故安倍晋三元内閣総理大臣の国葬開催に対して、統一教会と深い関係があったとされる同氏の国葬に強く反対する[237]などしていた。

## 議員連盟
- NPO議員連盟（共同代表）
- 立憲フォーラム（幹事長）
- 官製ワーキングプア問題解決促進議員連盟（副会長）
- コロナと闘う病院を支援する議員連盟
- 災害医療船舶利活用推進議員連盟
- 原発ゼロの会
- LGBT問題を考える議員連盟
- 地域共生社会推進に向けての福祉専門職支援議員連盟
- 障がい者の安定雇用・安心就労の促進をめざす議員連盟
- 発達障害の支援を考える議員連盟
- 政治分野における女性の参画と活躍を推進する議員連盟
- 水俣病被害者とともに歩む国会議員連絡会
- ダンス文化推進議員連盟
- 日中友好議員連盟
- 日韓議員連盟
- 日米国会議員連盟
- 日朝国交正常化推進議員連盟（副会長）[239]
- 核軍縮・不拡散議員連盟
- 在外被爆者に援護法適用を実現させる議員懇談会（幹事長）
- 沖縄等米軍基地問題議員懇談会
- 私鉄交通政策議員懇談会（幹事長）
- 交運労協政策推進議員懇談会（事務局長）
- タクシー政策議員連盟
- 休眠預金活用推進議員連盟

## 著作

### 単著
特記なき版元は第三書館
- 『清美するで!!——新人類が船を出す』1987年
- 『ありのまま主義宣言っ!——うどん屋の娘に国境はいらない』芸文社、1990年
- 『転職して、国会議員になった』1997年
- 『辻󠄀元清美の永田町航海記』1998年
- 『辻󠄀元清美の「今からでも、変えられる」』2000年
- 『総理、総理、総理!!——“小泉現象”におそれず、ひるまず、とらわれず』2001年
- 『なんでやねん』2002年
- 『へこたれへん。』角川書店、2005年
- 『いま、「政治の質」を変える』岩波書店、2012年
- 『デマとデモクラシー』イースト新書、2016年
- 『国対委員長』集英社〈集英社新書〉、2020年9月。ISBN 978-4087211368。
- 『声をつなぐ―崖っぷちで見つけた「希望のデモクラシー」』中央公論新社、2022年12月。ISBN 978-4120056147。
- 『女の子でも総理大臣になれる？ 国会への道　みんなの研究』偕成社、2024年2月

### 共著
- 大阪ボランティア協会編『ザ・ピースボート——今、 あぶないことがオモシロイ』大阪ボランティア協会出版部、1992年
- 村山富市談、インタビュー『そうじゃのう…―村山富市「首相体験」のすべてを語る』第三書館、1998年
- 早瀬昇・松原明『NPOはやわかりQ&A』岩波ブックレット、2000年
- 斎藤貴男ほか『憲法を決めるのは誰ですか?』労働大学出版センター、2006年
- 上野千鶴子『世代間連帯』岩波新書、2009年
- 小塚かおる（日刊ゲンダイ記者）『日本政治の大問題』朝日新書、2025年5月。
- 野田聖子『女性議員は「変な女」なのか』小学館新書、2025年6月

## 選挙歴
| 当落 | 選挙                     | 執行日         | 年齢 | 選挙区           | 政党         | 得票数     | 得票率 | 定数 | 得票順位 /候補者数 | 政党内比例順位 /政党当選者数 |
| ---- | ------------------------ | -------------- | ---- | ---------------- | ------------ | ---------- | ------ | ---- | ------------------ | ---------------------------- |
| 当   | 第41回衆議院議員総選挙   | 1996年10月20日 | 36   | 比例近畿ブロック | 社会民主党   | ーー票     | ーー   | 33   | /                  | 1/2                          |
| 当   | 第42回衆議院議員総選挙   | 2000年06月25日 | 40   | 大阪府第10区     | 社会民主党   | 5万5839票  | 29.70% | 1    | 1/5                | /                            |
| 落   | 第20回参議院議員通常選挙 | 2004年07月11日 | 44   | 大阪府選挙区     | 無所属       | 71万8125票 | 19.67% | 3    | 4/7                | /                            |
| 比当 | 第44回衆議院議員総選挙   | 2005年09月11日 | 45   | 大阪府第10区     | 社会民主党   | 6万8614票  | 31.53% | 1    | 2/4                | 1/1                          |
| 当   | 第45回衆議院議員総選挙   | 2009年08月30日 | 49   | 大阪府第10区     | 社会民主党   | 10万9693票 | 50.53% | 1    | 1/4                | /                            |
| 比当 | 第46回衆議院議員総選挙   | 2012年12月16日 | 52   | 大阪府第10区     | 民主党       | 6万5411票  | 33.29% | 1    | 2/4                | 3/3                          |
| 当   | 第47回衆議院議員総選挙   | 2014年12月14日 | 54   | 大阪府第10区     | 民主党       | 6万1725票  | 34.35% | 1    | 1/4                | /                            |
| 当   | 第48回衆議院議員総選挙   | 2017年10月22日 | 57   | 大阪府第10区     | 旧立憲民主党 | 7万5788票  | 42.77% | 1    | 1/3                | /                            |
| 落   | 第49回衆議院議員総選挙   | 2021年10月31日 | 61   | 大阪府第10区     | 立憲民主党   | 6万6943票  | 33.35% | 1    | 2/3                | 4/3                          |
| 当   | 第26回参議院議員通常選挙 | 2022年07月10日 | 62   | 参議院比例区     | 立憲民主党   | 42万8859票 | 6.33%  | 50   | /                  | 1/7                          |

## 出演

### 映画
- 劇場版 センキョナンデス（2023年2月18日、監督：ダースレイダー、プチ鹿島）